# Cercopis leucoptera
Cercopis leucoptera är en insektsart som beskrevs av Gmelin 1789. Cercopis leucoptera ingår i släktet Cercopis och familjen spottstritar. Inga underarter finns listade i Catalogue of Life.